# Amt Lengerich
| Amt in Preußen     | Amt in Preußen       |
| ------------------ | -------------------- |
| Name               | Lengerich            |
| Provinz            | Westfalen            |
| Regierungsbezirk   | Münster              |
| Kreis              | Tecklenburg          |
| Bestandszeitraum   | 1844–1934            |
| Fläche             | 92,4 km²             |
| Einwohner          | 13.181 (1933)        |
| Bevölkerungsdichte | 143 Einw./km² (1933) |
| Gemeinden          | 2                    |

Das Amt Lengerich war von 1844 bis 1934 ein Amt im  Kreis Tecklenburg in der preußischen Provinz Westfalen.

## Geschichte
Im Rahmen der Einführung der Landgemeindeordnung für die Provinz Westfalen wurde 1843 im Kreis Tecklenburg aus der Bürgermeisterei Lengerich das Amt Lengerich gebildet. Dem Amt gehörten die Stadt Lengerich sowie die Landgemeinde Lengerich (auch Kirchspiel Lengerich oder Lengerich-Land genannt) an.
Am 1. April 1927 wurde die Gemeinde Lengerich-Land in die Stadt Lengerich eingemeindet. Das Amt Lengerich bestand seitdem nur noch aus einer Gemeinde. Im Rahmen der Auflösung aller preußischen Einzelgemeindeämter wurde das Amt am 1. November 1934 aufgehoben. Die Stadt Lengerich war seitdem amtsfrei. Seit 1975 gehört sie zum neuen Kreis Steinfurt.

## Einwohnerentwicklung
| Jahr | Einwohner | Quelle |
| ---- | --------- | ------ |
| 1858 | 5.921     | [ 3 ]  |
| 1871 | 6.116     | [ 4 ]  |
| 1885 | 6.714     | [ 5 ]  |
| 1895 | 7.881     | [ 6 ]  |
| 1910 | 10.869    | [ 7 ]  |
| 1933 | 13.181    | [ 8 ]  |